# Ghi bàn trong bóng đá

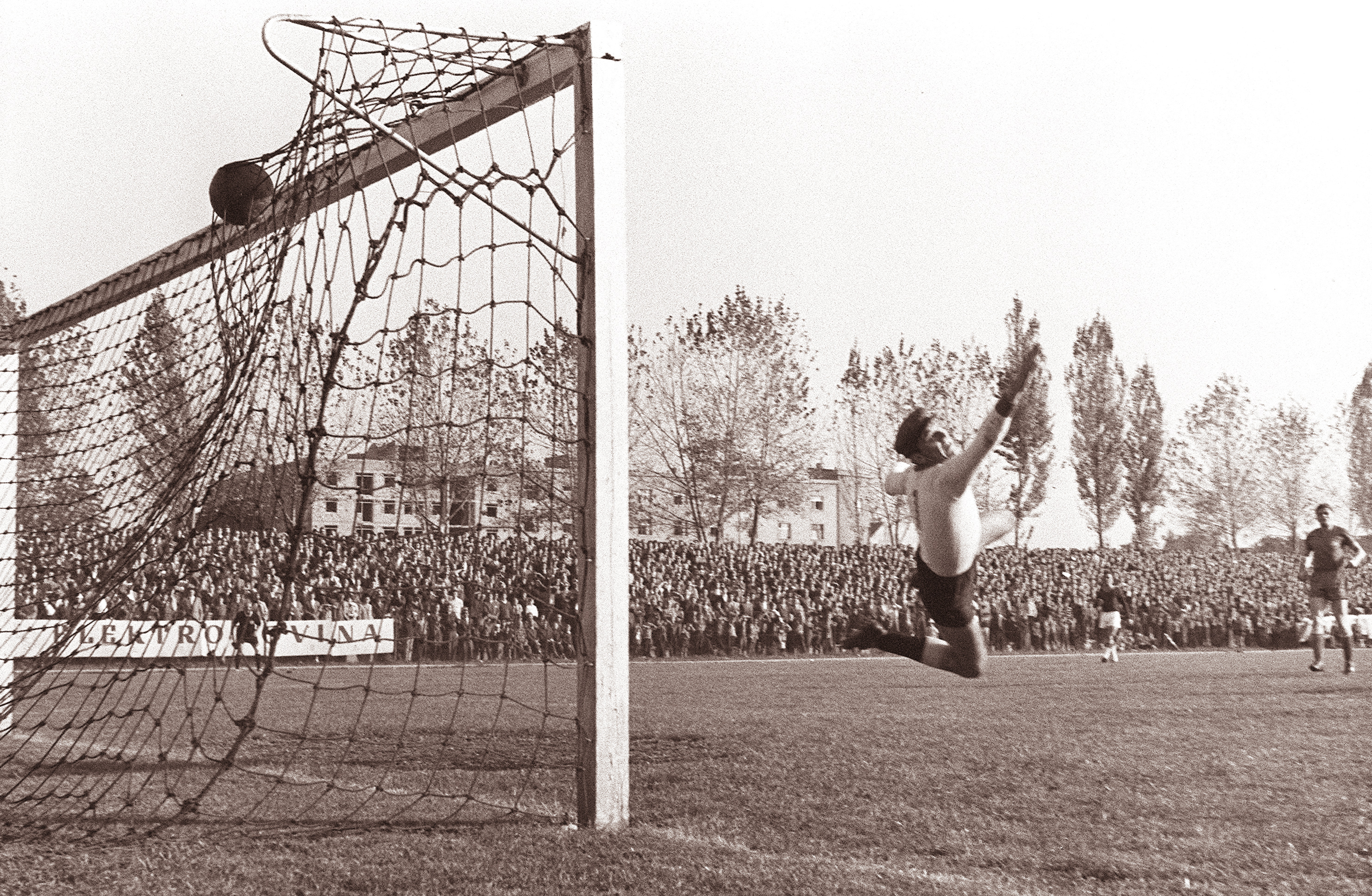
Một bàn thắng được ghi (ảnh chụp năm 1961)

Trong các trận thi đấu bóng đá, các đội sẽ thi đấu để ghi được nhiều bàn thắng nhất. Một bàn thắng được ghi khi bóng đi hoàn toàn qua đường cầu môn (thường là ở khu vực đường biên ngang) của sân bóng, thường nằm giữa hai cột dọc được đặt thẳng đứng cách nhau 7,32 m (24 feet) và cũng thường nằm dưới một xà ngang cao 2,44 m (8 feet). Khung này cũng được gọi là cầu môn. Lưới thường được gắn vào cầu môn để đỡ được bóng khi ghi bàn.

## Quy tắc

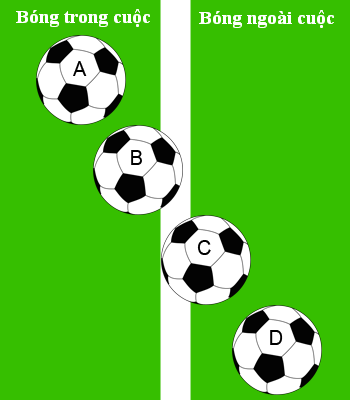
Nếu vạch vôi trong hình này là đường cầu môn giữa hai cột dọc, thì chí có trường hợp D được tính là bàn thắng.

Các quy tắc về ghi bàn thắng được nêu ở Luật X của Luật bóng đá:
Bàn thắng hợp lệ khi quả bóng đã hoàn toàn vượt qua đường cầu môn giữa 2 cột dọc và dưới xà ngang nếu trước đó không xảy ra bất kỳ vi phạm nào về Luật của đội ghi bàn.— Luật 10: Phương thức ghi bàn

Kể cả nếu đã xảy ra lỗi có thể đã ngăn cản bàn thắng được ghi, trọng tài không thể trao bàn thắng nếu những yêu cầu trên chưa được đáp ứng—không có trường hợp nào được hưởng một "bàn thắng penalty" tương đương với kiểu ghi điểm try penalty trong rugby. Với những trường hợp khác khi bóng đi ra ngoài sân, toàn bộ quả bóng phải qua hết đường cầu môn, nếu không thì trận đấu được tiếp tục.
Một bàn thắng không thể được ghi trực tiếp từ một pha đá phạt gián tiếp, quả thả bóng hay ném biên. Nếu bóng vào lưới từ những tình huống này mà không chạm vào cầu thủ nào khác, trận đấu được bắt đầu lại bằng một pha phát bóng lên. Một cầu thủ không thể phản lưới nhà trực tiếp từ bất cứ phương thức bắt đầu lại trận đấu nào (trừ quả đá phạt đền hoặc thủ môn ném bóng lại về cầu môn), khi đó một quả đá phạt góc sẽ được trao. Cả hai tình huống này, đặc biệt là tình huống thứ hai, đều rất hiếm khi xảy ra. Cũng không thể ghi bàn trực tiếp từ việc thủ môn ném bóng từ phần sân của mình vào gôn, khi đó trận đấu cũng được bắt đầu lại bằng pha phát bóng lên như trên.
Nếu trận đấu còn thời gian, sau khi ghi bàn, trận đấu sẽ được bắt đầu lại bằng một quả giao bóng bởi đội bị đối phương ghi bàn.

### Xác định bàn thắng
Người đưa ra những quyết định về các quy tắc trong trận đấu, bao gồm việc xác định bàn thắng, là trọng tài. Các trọng tài được hỗ trợ bởi các trợ lý trọng tài, những người giám sát trận đấu khắp sân bóng từ đường biên, có thể khiến quyết định hữu hiệu hơn. Trong hầu hết trường hợp, việc xác định bàn thắng là khá rõ ràng. Tuy nhiên đôi khi xảy ra những trường hợp khiến các trọng tài khó xác định được bàn thắng đã được ghi hay chưa trước khi đã được bật ra ngoài, được thủ môn bắt hay được hậu vệ đưa ra khỏi vùng cầu môn.
Lưới cầu môn được giới thiệu vào những năm 1890 như một cách đơn giản để xác định liệu bóng có đi qua đúng bên trong khung thành hay không. Từ năm 2012, tại các giải đấu lớn, trọng tài sẽ được tự động thông báo về việc bóng đã qua đường cầu môn chưa nhờ công nghệ đường cầu môn (goal-line technology)...
Sau những lần thử nghiệm thành công, vào tháng 7 năm 2012, IFAB đã bỏ phiếu nhất trí chính thức sửa đổi Luật Bóng đá nhằm cho phép (nhưng không bắt buộc) công nghệ đường cầu môn.
Một trong những mục đích chính của công nghệ VAR là để xem liệu bàn thắng có không được tính do vi phạm luật không, ví dụ như việt vị.

## Cầu thủ ghi bàn
Luật Bóng đá không nói tới việc xác định cầu thủ ghi bàn. Cho dù vậy, các bàn thắng gần như luôn được xác định là ghi bởi các cầu thủ cá nhân, là cầu thủ đã thực hiện hành động cuối cùng khiến bàn thắng được ghi. Thông thường thì đây là cầu thủ chạm vào bóng cuối cùng, ngoại trừ các tình huống bắt bóng thất bại. Nếu một cầu thủ ghi bàn cho đối thủ bằng cách đá về phía khung thành đội mình, bàn thắng được coi là phản lưới nhà.
Có nhiều bộ phận xác định cầu thủ ghi bàn tại các giải đấu khác nhau. Giải Ngoại hạng Anh có một Hội đồng Xác định Bàn thắng nhằm giải quyết các vấn đề trong việc xác định người ghi bàn.
Với một cầu thủ cá nhân, ghi được nhiều bàn thắng trong một trận đấu được coi là một thành tích nổi bật. Trong bóng đá, từ hattrick dùng để chỉ việc một cầu thủ ghi được ba bàn thắng trong một trận đấu. Nếu ghi 4 bàn đôi khi được gọi là "poker" và 5 bàn là "repoker", dù là rất hiếm. Các giải thưởng được trao cho các cầu thủ cá nhân ghi được nhiều bàn thắng nhất ở một số giải đấu, các giải thưởng như vậy được gọi là "Chiếc giày vàng".

## Ăn mừng bàn thắng

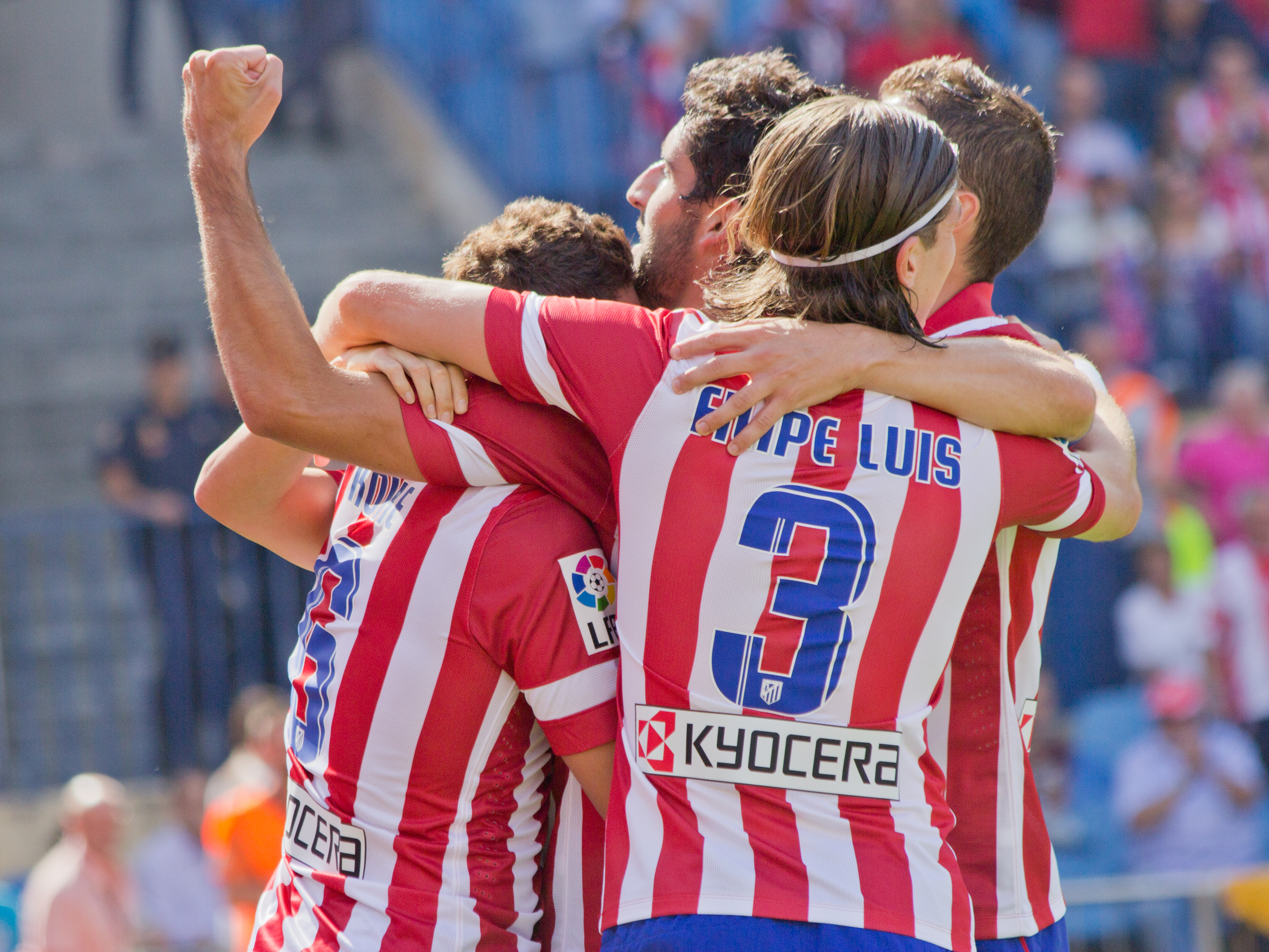
Các cầu thủ Atlético Madrid ăn mừng một bàn thắng

Các cầu thủ thường sẽ ăn mừng bàn thắng với đồng đội, đôi khi thể hiện công phu cho người xem. Luật Bóng đá cho phép điều này, nhưng yêu cầu phần ăn mừng không được "quá dài". Các cầu thủ cũng không được cởi áo, bởi nếu cởi áo sẽ phạm lỗi phạt thẻ vàng.

## Số lượng bàn thắng
Trung bình chỉ có một vài bàn thắng được ghi trong một trận đấu bóng đá.
| Giải đấu                              | Số bàn thắng trung bình mỗi trận |
| ------------------------------------- | -------------------------------- |
| Giải bóng đá Ngoại hạng Anh 2015-16   | 2,70                             |
| Bundesliga 2015-16                    | 2,83                             |
| La Liga 2015-16                       | 2,74                             |
| Giải vô địch bóng đá thế giới 2014    | 2,67                             |
| Giải vô địch bóng đá nữ thế giới 2015 | 2,81                             |

Một nghiên cứu các kết quả của những năm gần đây tại một vài giải đấu ở Anh cho thấy 1–0 là kết quả phổ biến nhất, xảy ra ở khoảng 20% trận đấu.